# Stanislav Bogdanovitch
Stanislav Edouardovitch Bogdanovitch est un joueur d'échecs ukrainien né le 4 février 1993 à Odessa et mort le 5 mars 2020 à Moscou.
Au 1er mars 2020, il était le 31e joueur ukrainien avec un classement Elo de 2 552 points.

## Biographie et carrière
Stanislav Bogdanovitch remporta :
- la médaille d'argent au championnat d'Europe des moins de 12 ans en 2005[3] ;
- la médaille de bronze au championnat d'Europe des moins de 18 ans en 2010 ;
- le championnat d'Odessa en 2010 ;
- le championnat d'Ukraine des moins de 18 ans[1] ;
- le championnat d'Ukraine de blitz en 2013 ;
- la coupe de Lviv en août 2019 avec 8 points sur 9 ;
- le tournoi de blitz de Bhopal en décembre 2019 avec 9 points sur 9.

Maître international depuis 2009, il obtint le titre de grand maître international en 2017. 
En mars 2019, Bogdanovitch finit troisième de l'Open HD Bank de Hô-Chi-Minh-Ville au Viêt Nam avec 7 points sur 9 après avoir terminé à la quatrième place en 2016 (avec 6,5 points sur 9),. La même année, Bogdanovitch fut invité à l'Open Grand Suisse FIDE Chess.com, le plus fort open de l'année 2019 disputé à l'ïle de Man, mais il refusa l'invitation en déclarant : « Je n'aurais eu aucune chance de remporter un prix. (...) Jouer juste pour le fun ? Mon intérêt dans les échecs n'est plus aussi élevé qu'il a pu l'être... Mon invitation ira à un jeune professionnel ambitieux pour lequel le tournoi est important... Le plus grand tournoi de l'histoire organisé suivant le système suisse n'est pas pour les touristes ou les joueurs en ligne en streaming. »
En février 2020, il partagea la première place ex æquo au tournoi B de l'Open Aeroflot de Moscou avec 7 points marqués en 9 rondes.
Fort joueur de blitz, il fut classé sixième joueur mondial en juillet 2015 avec un classement Elo de 2 815 points.
Lors du championnat d'Ukraine de 2013 où il marqua la moitié des points (5,5/11), Bogdanovitch remporta une partie contre Valeri Neverov qui dura 210 coups.
Il est mort le 5 mars 2020 avec son amie dans un appartement à Moscou après inhalation volontaire de gaz hilarant, le protoxyde d'azote.
Il était diplômé de droit à l'Université d'Odessa.